# Imunidade tributária
Imunidade tributária é uma proteção que a Constituição Federal confere aos contribuintes. É uma hipótese de não incidência tributária constitucionalmente qualificada.[ligação inativa]
A imunidade tributária ocorre quando a Constituição impede a incidência de tributação, exigindo que o Estado se abstenha de cobrar tributos (não sofrer a tributação). Ou seja, as entidades ou pessoas contempladas com a imunidade têm o direito de realizarem determinada ação que normalmente configuraria fato gerador de um tributo, mas sem sofrerem a respectiva tributação. Logo, o que é imune não pode ser tributado.
No entanto, a imunidade só atinge a obrigação tributária principal, permanecendo as obrigações acessórias.

## Imunidades genéricas
No Brasil, há um grupo de imunidades destinadas apenas aos impostos (ou seja, não se aplicam a taxas ou contribuições). São chamadas pela doutrina de imunidades genéricas e estão previstas no art. 150, VI da Constituição de 1988, sendo as seguintes:
- Imunidade recíproca às pessoas políticas (União, Estados, DF e Municípios);
- Imunidade do patrimônio, renda e serviços das autarquias e fundações instituídas e mantidas pelo Poder Público;
- Imunidade do patrimônio, da renda e dos serviços dos templos de qualquer culto;
- Imunidade dos partidos políticos, sindicatos dos empregados, instituições assistencias e educacionais sem fins lucrativos;
- Imunidade dos jornais, livros, periódicos e o papel destinado a sua impressão.
- Imunidade de fonogramas e videogramas musicais produzidos no Brasil contendo obras de artistas brasileiros